# Kargat (település)
Kargat (oroszul: Каргат) város Oroszország ázsiai részén, a Novoszibirszki területen, a Kargati járás székhelye. 1965 óta város.
Népessége: 10 042 fő (a 2010. évi népszámláláskor).

## Elhelyezkedése
A Baraba-alföldön, az azonos nevű folyó partján, Novoszibirszktől 177 km-re nyugatra helyezkedik el. Vasútállomás a Transzszibériai vasútvonal Omszk–Novoszibirszk közötti szakaszán. A város mellett vezet az R254-es főút (oroszul: ; korábbi nevén: Bajkál főút).

## Története
A 18. századi orosz védvonal részeként a mai helységtől északra erődítményt létesítettek. A vasútvonal építésekor, a 19. század végén a terület gyors fejlődésnek indult. A mai települést 1921-ben négy falu összevonásával hozták létre. 1921–1924 között ujezd székhelye, majd az azonos nevű járás székhelye lett. 1954-ben óta – nyolc év megszakítással (1957–1965) – város.